# Duomo di Freiberg
Il duomo di Santa Maria, o duomo di Freiberg, tedesco: Dom St. Marien, è una chiesa evangelica-luterana situata a Freiberg, nel land della Sassonia, in Germania.

## Storia e descrizione

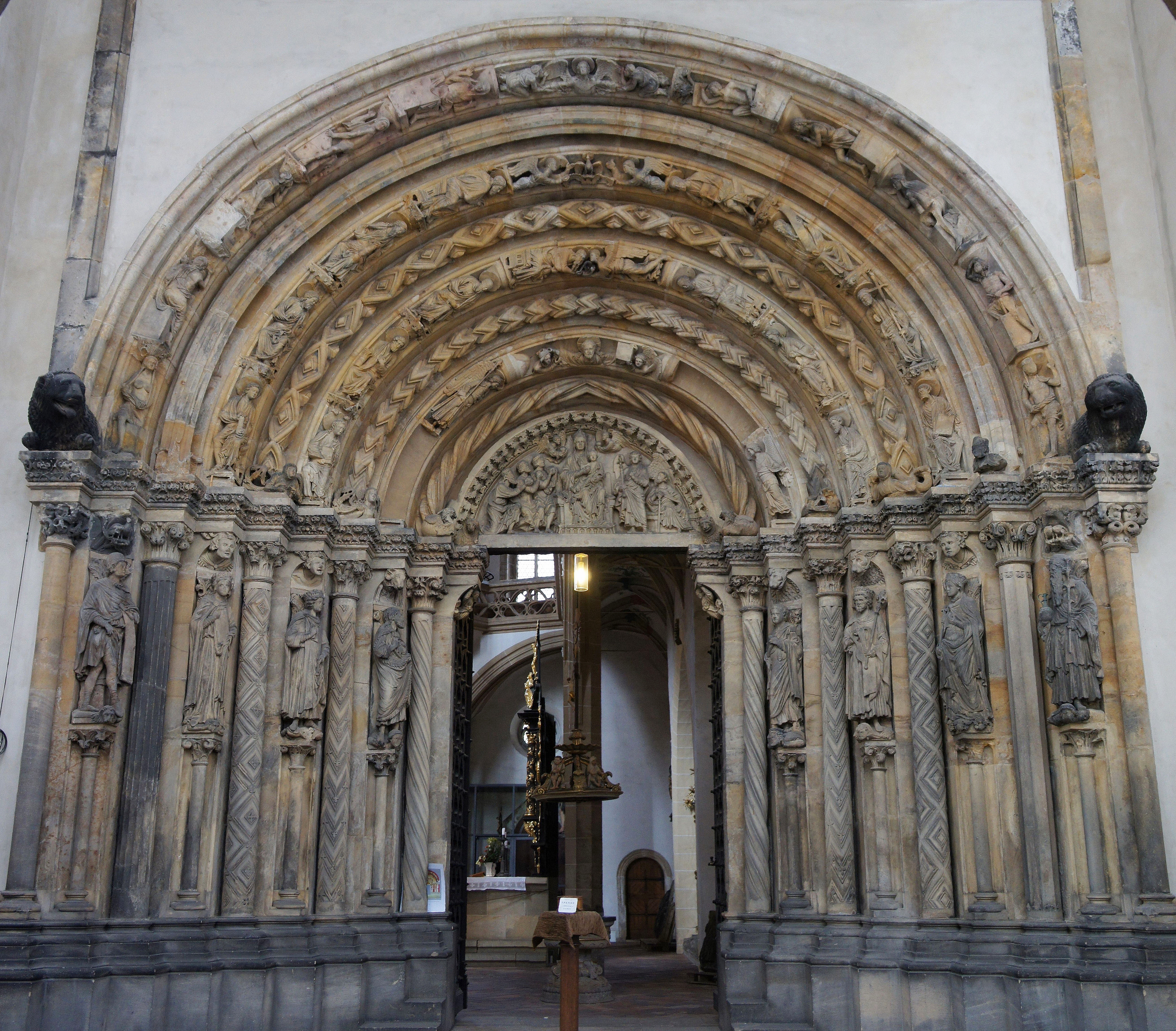
La Porta d'Oro.

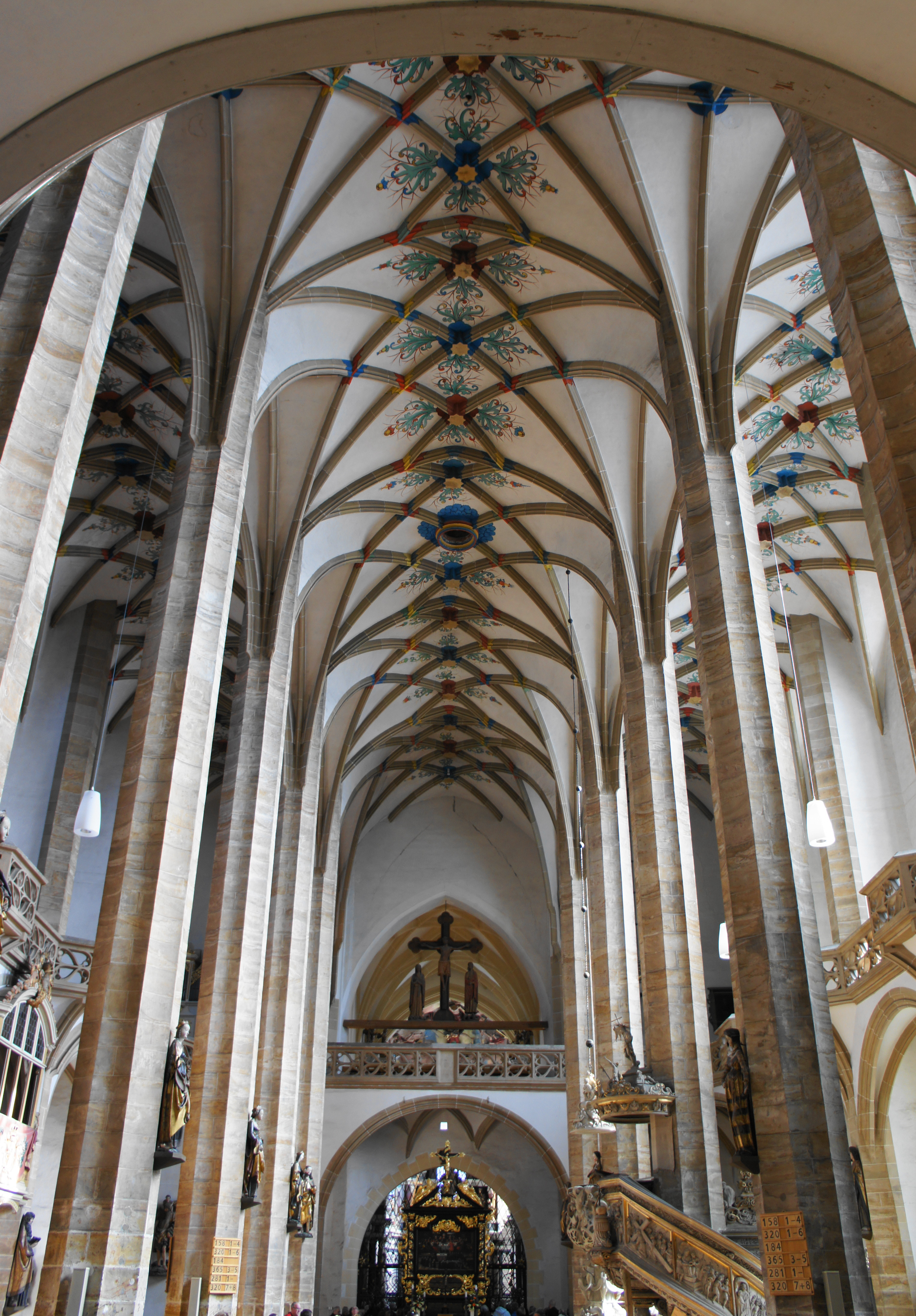
Veduta dell'interno.

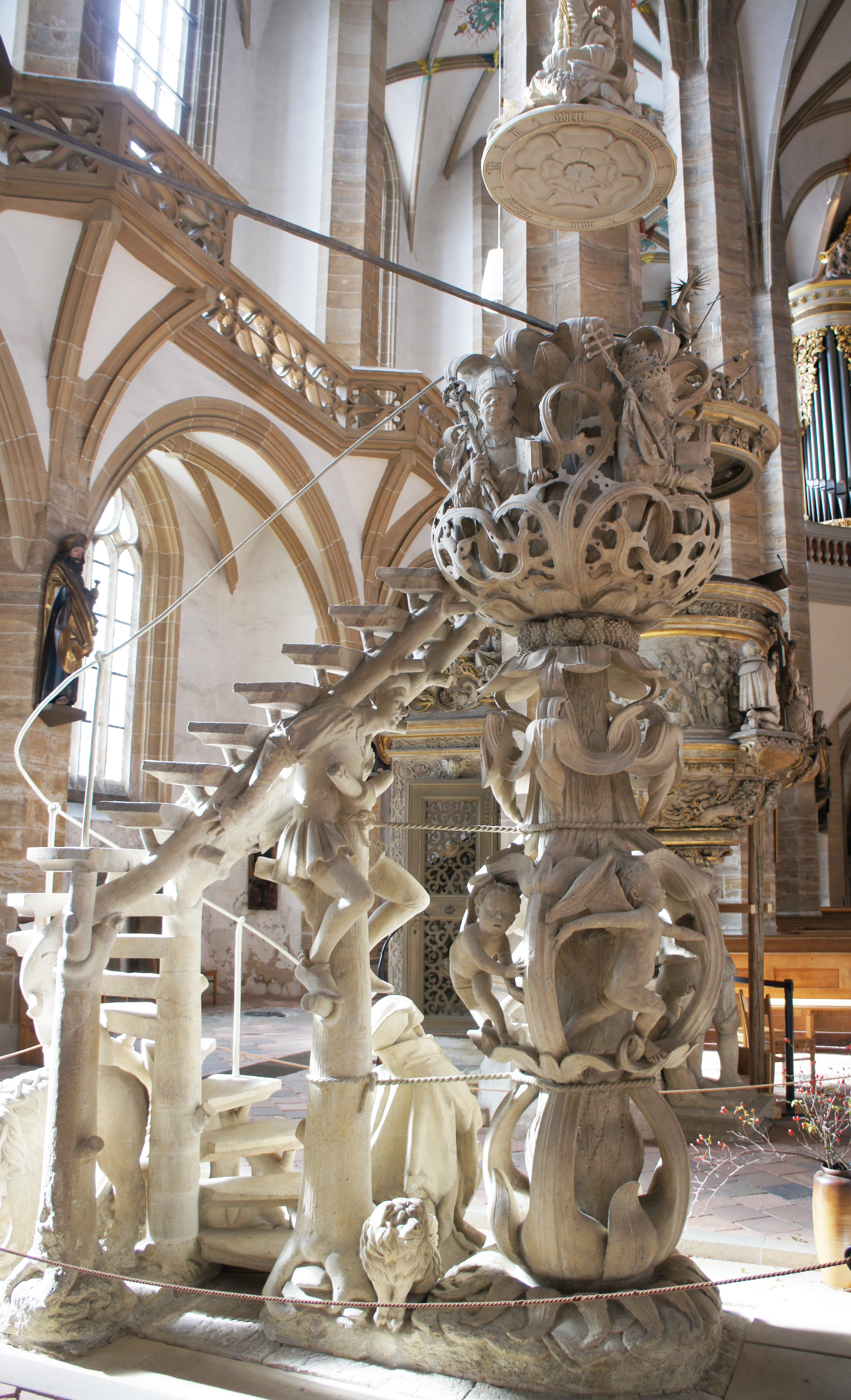
Il Pulpito del Tulipano, capolavoro della scultura tardogotica.

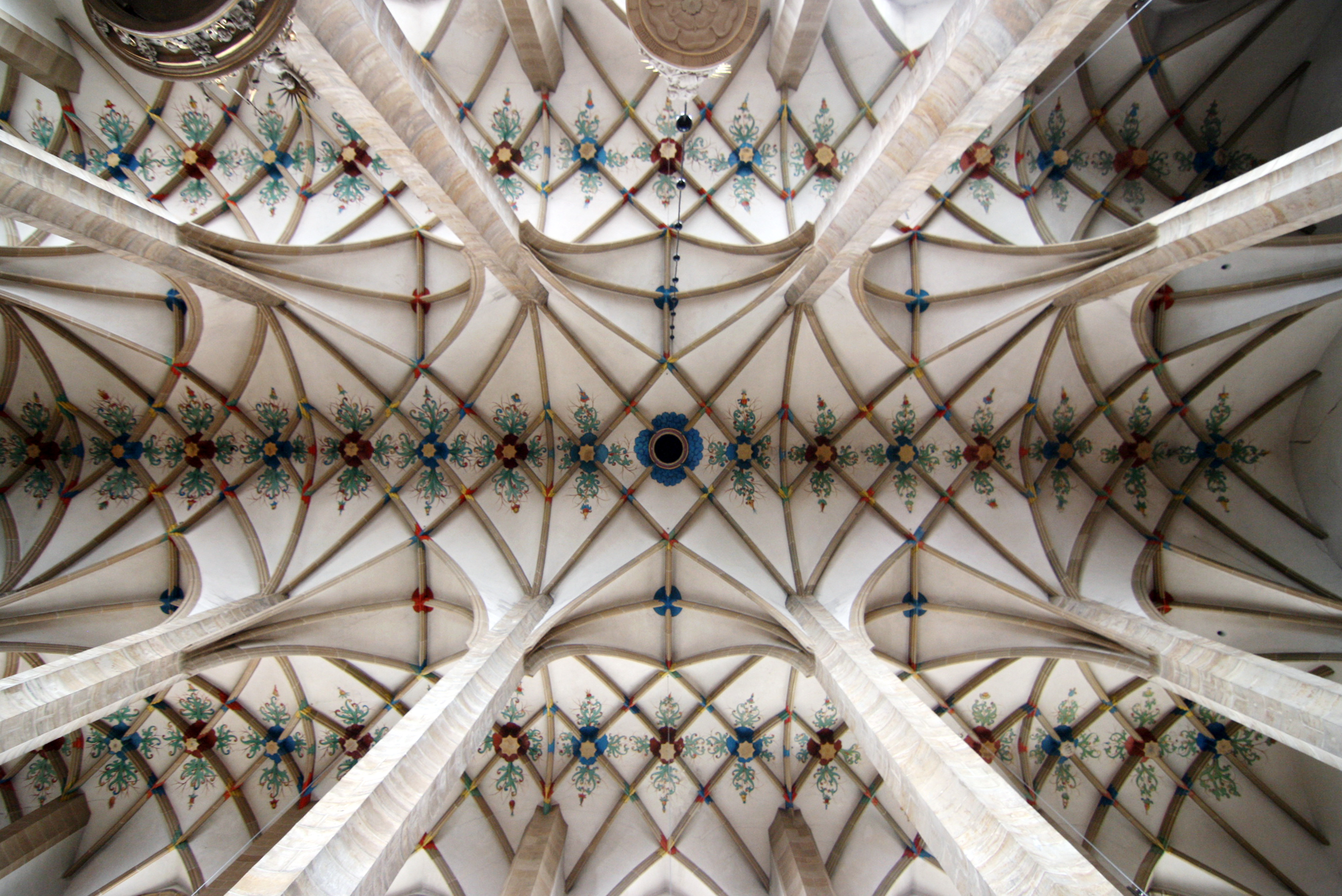
Le volte reticolate.

Intorno al 1180 venne costruita in questo luogo una prima basilica romanica, a testimonianza del rapido sviluppo cittadino in seguito all'allora recente scoperta dell'argento nei Monti Metalliferi. 
Nel 1480 papa Sisto IV eleva la chiesa a collegiata, guadagnandone la denominazione di Dom, che in tedesco viene usato per le chiese collegiate e cattedrali.
Distrutta da un incendio, venne completamente rifatta tra il 1484 e il 1512 in stile gotico, su progetto dei fratelli Johann e Bartholomäus Falkenwalt. 
Concepirono l'attuale chiesa a sala con pianta basilicale divisa in tre navate da esili pilastri ottagonali, che sorreggono belle volte reticolate.
Tutto lungo le navate laterali corre una balconata con bella balaustra gotica in pietra traforata, e sorretta da arconi ribassati.
Dopo soli 57 anni dalla fine della costruzione il Collegio canonico venne sciolto a causa dell'avvento della Riforma nell'Elettorato di Sassonia. Tuttavia tra il 1541 e la conversione di Augusto II il Forte al cattolicesimo, nove sovrani di Sassonia sono stati sepolti nel coro della collegiata. La madre di Augusto e sua sorella sono sepolte nella cripta delle suore della cappella di Ognissanti. La loro tomba, creata dallo scultore sassone Balthasar Permoser, erano state originariamente situate nel Lichtenburg a Prettin, ma vennero spostate a Freiberg nel 1811.
La cattedrale ha sei campane, di cui quattro dalla famosa fusione della casa Hilliger. Il più pesante è il Große Susanne di 5 tonnellate.

### Coro
Il coro rappresenta la cappella sepolcrale dei principi protestanti Wettin. Venne fastosamente decorato secondo i canoni del manierismo italiano da Giuseppe Maria Nosseni fra il 1585 e il 1594
Alle pareti sono una serie di epitaffi sormontati da altri livelli con edicole recanti statue bronzee dei Wettin fra una moltitudine di angeli musicali. I bronzi sono tutti opera del fiorentino C. de Cesare che li eseguì nel 1594. 
Alla volta è uno scenografico Giudizio Finale di stucchi e affreschi.

### Opere d'arte
La chiesa racchiude numerose opere d'arte fra le quali emergono:
- Il Triumphkreuzgruppe, "Gruppo del Trionfo della Croce", posto sopra l'arcone d'accesso al coro, risale a intorno il 1225 e proviene dalla chiesa precedente.
- La Goldene Pforte, la "Porta d'oro", capolavoro della scultura romanica tedesca, eseguita verso il 1230. Anch'essa resto della costruzione.
- Il Tulpenkanzel, "Pulpito del Tulipano", attribuito a Hans Witten da Colonia, venne realizzato tra il 1505 e il 1510 e rappresenta un vero capolavoro della scultura tardogotica. La particolarità è che non è supportato né da un muro né da un pilone e sembra che questo capolavoro, in tufo di Hilbersdorf, spunti da terra come un calice con quattro gambi.
- "Cenotafio del principe Moritz", al centro del coro è questo superbo mausoleo rinascimentale realizzato nel 1563 in marmi policromi provenienti dal Belgio.
- Bergmannkanzel, il "Pulpito del Minatore", opera del 1638 di Hans Fritzsche, è sostenuto da minatori.
- "Grand'organo", in controfacciata s'impone quest'opera eseguita da Gottfried Silbermann fra il 1711 e il 1714.

## Galleria d'immagini

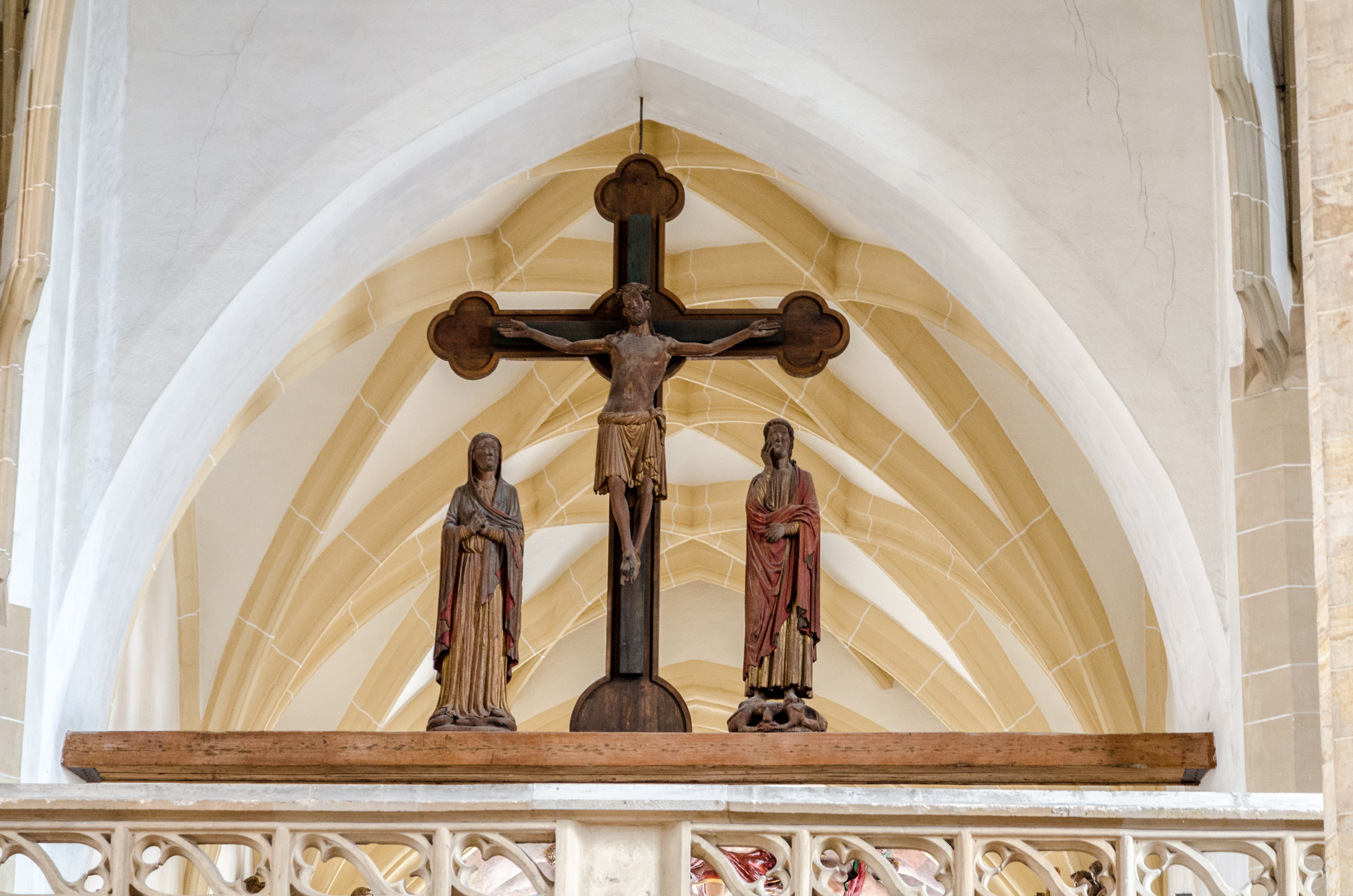
Gruppo del Trionfo della Croce.
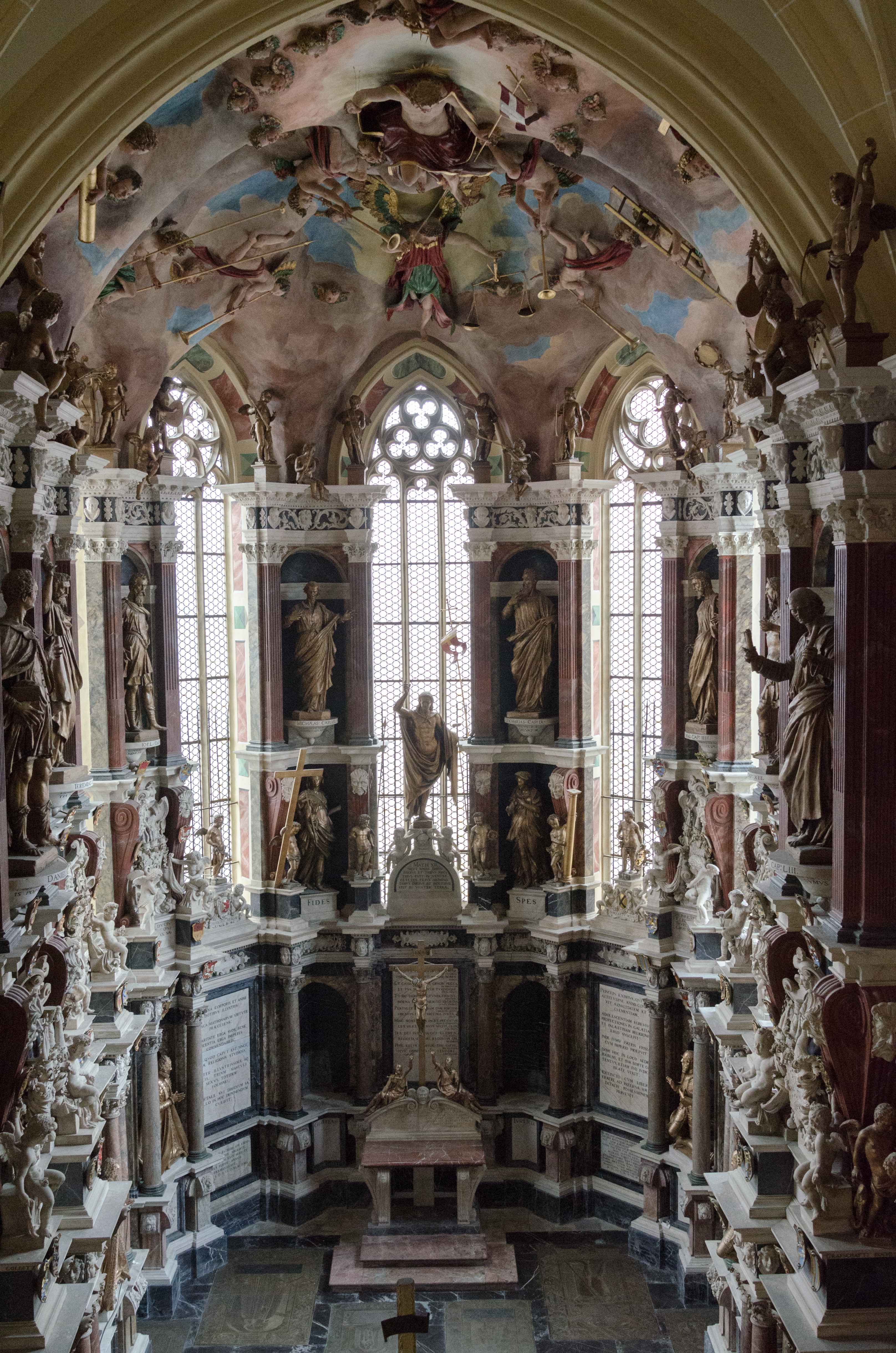
Il coro.
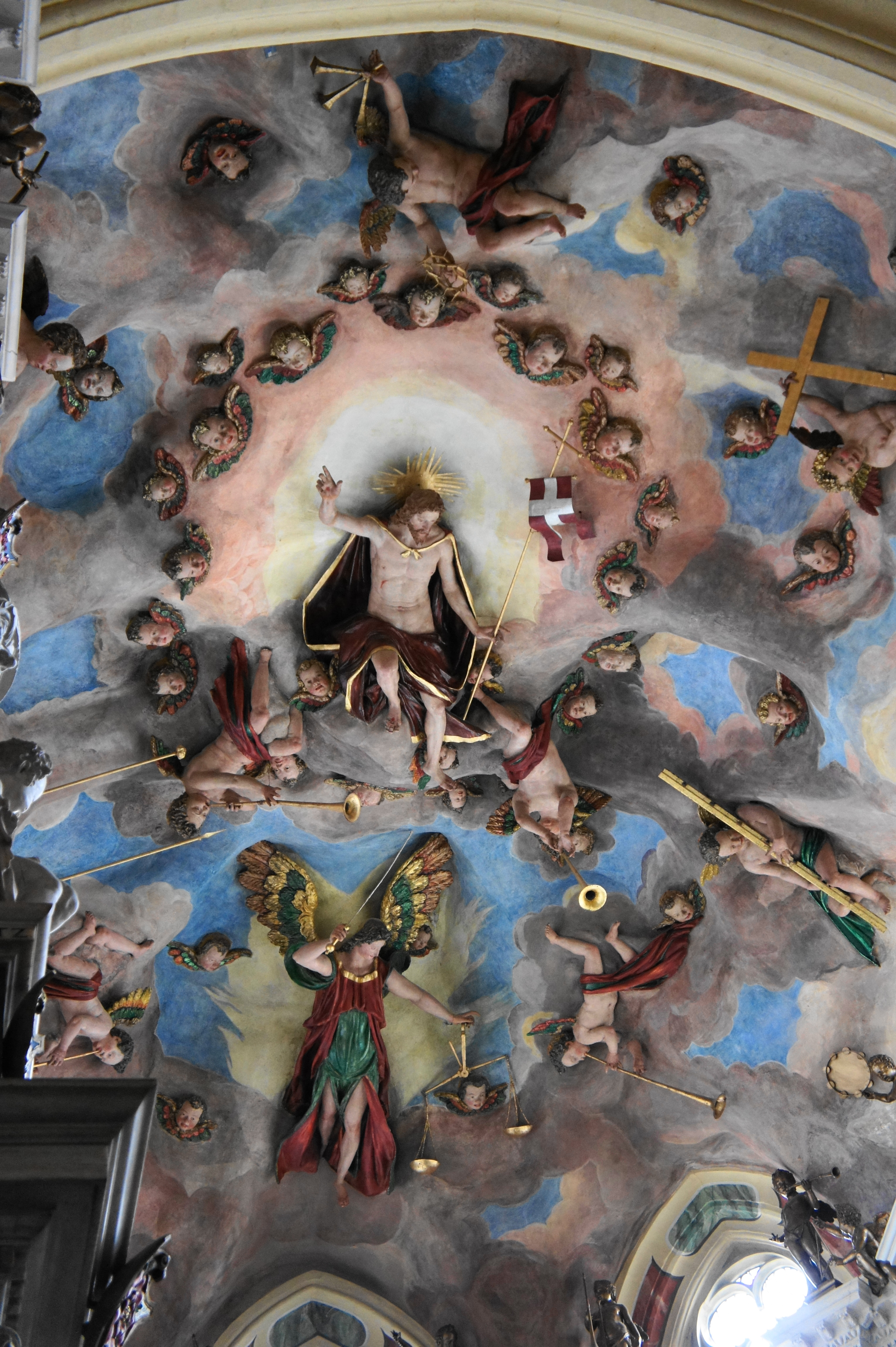
Il Giudizio Finale nel coro.
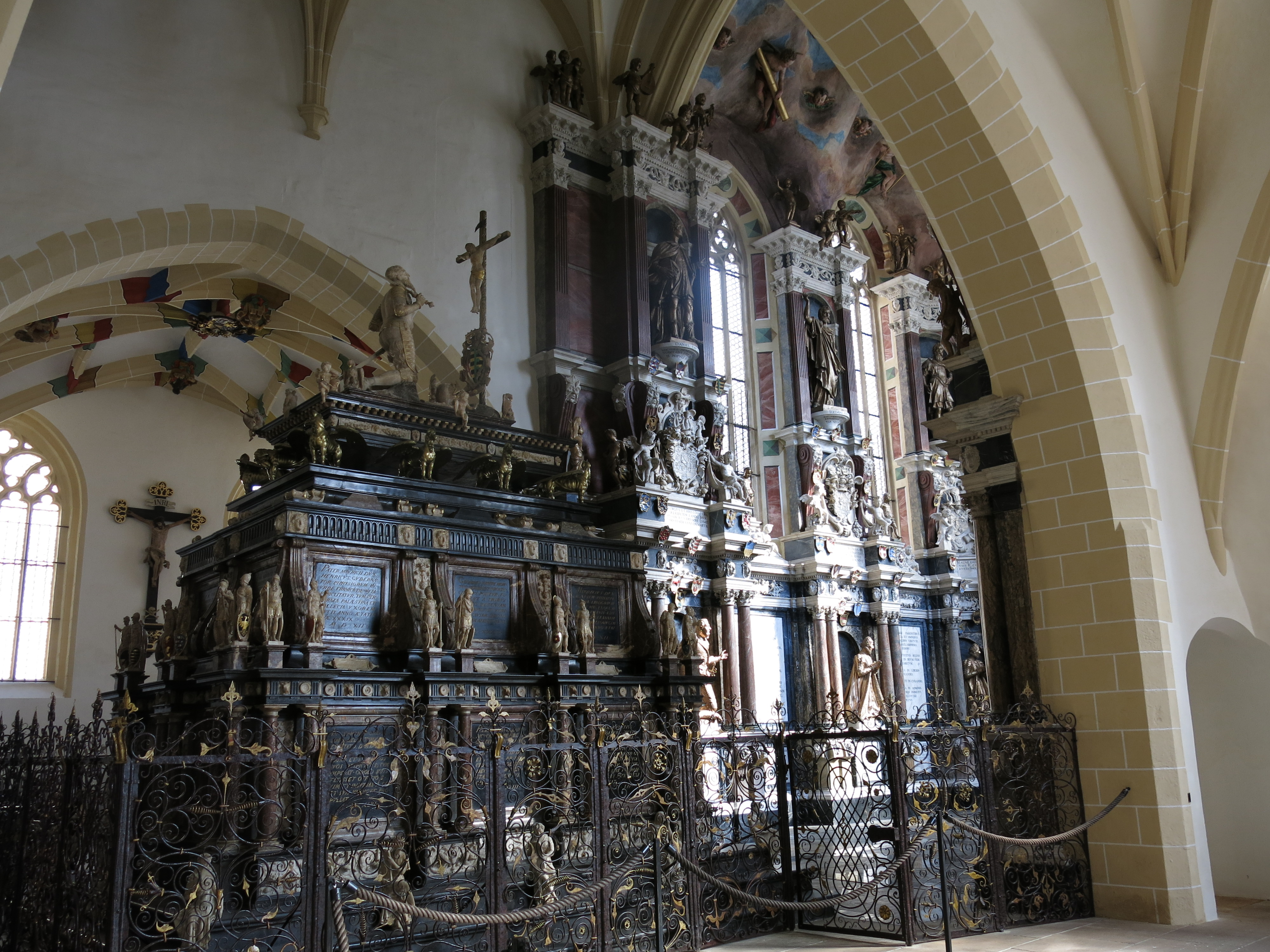
Mausoleo del principe Moritz
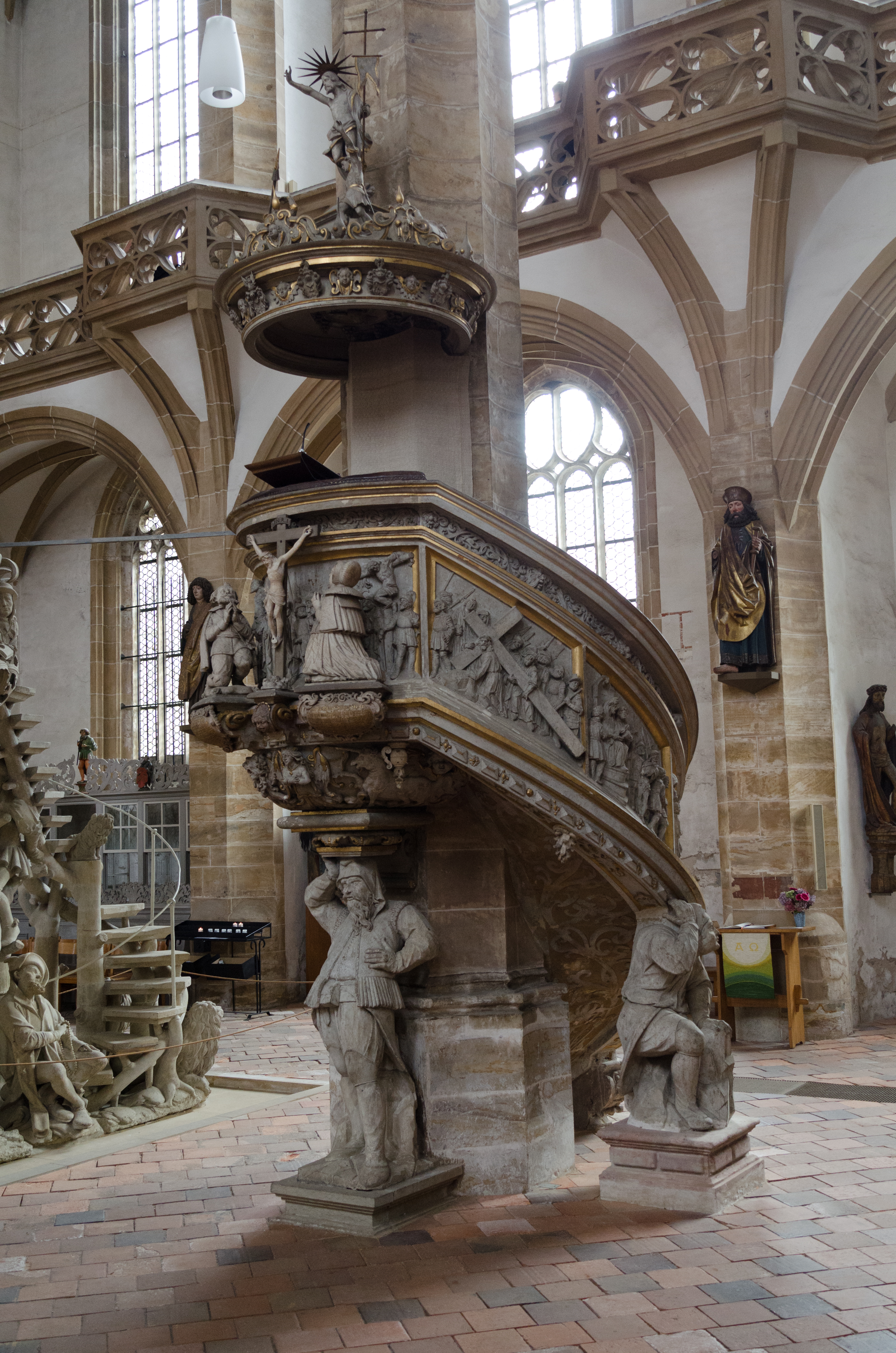
Il Pulpito dei Minatori.
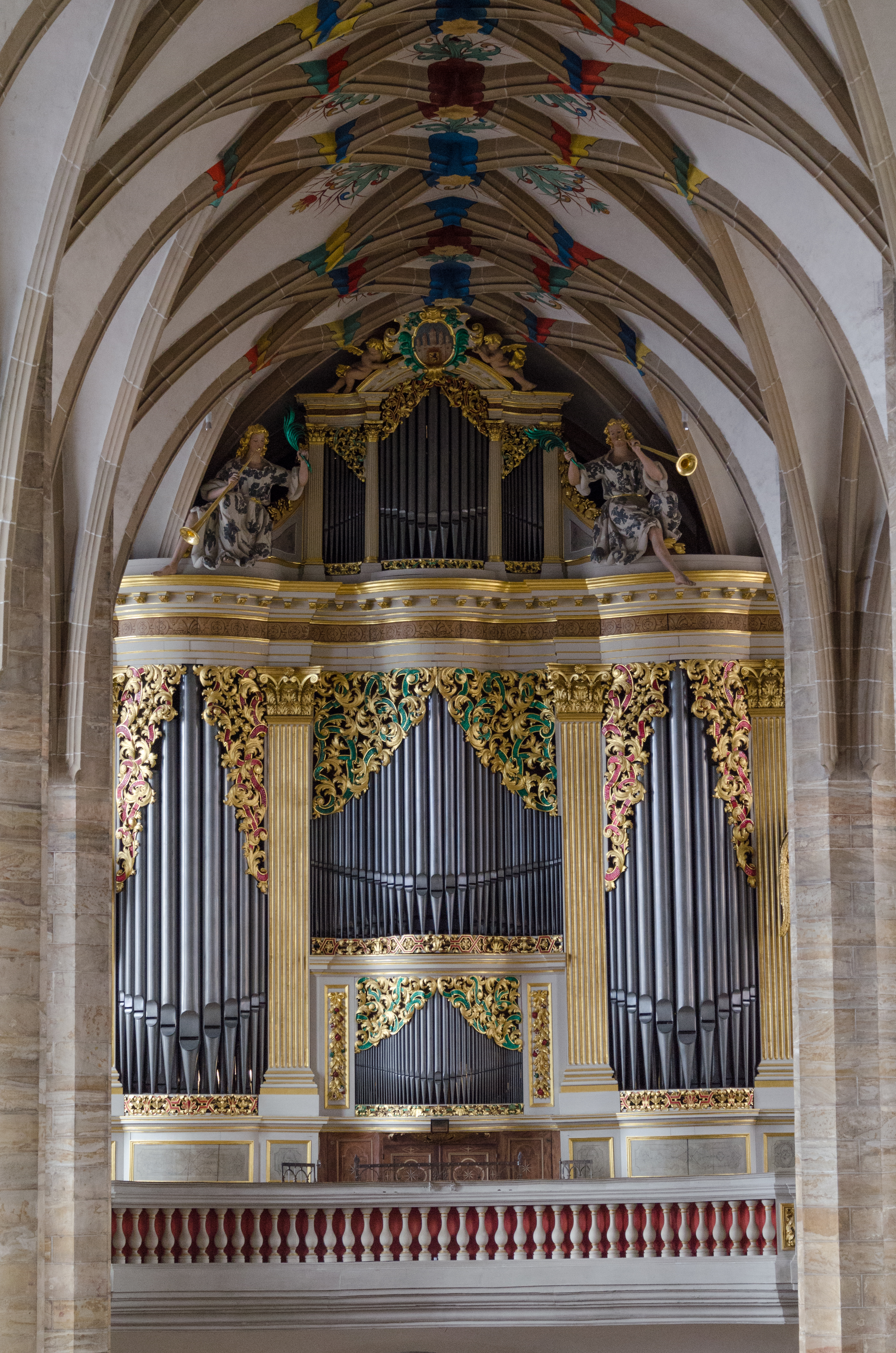
L'Organo Silbermann.